# Crash Landing on You
Crash Landing on You (Hangul: 사랑의 불시착, RR: Sarang-ui Bulsichak, wörtlich: „Notlandung der Liebe“) ist eine südkoreanische Serie, die von Studio Dragon und Culture Depot umgesetzt wurde. Die Premiere der Serie fand am 14. Dezember 2019 auf dem südkoreanischen Kabelsender tvN statt. Im deutschsprachigen Raum erfolgte die Erstveröffentlichung der Serie am 23. Februar 2020 auf dem Streamingdienst Netflix.

## Handlung

### 1. Akt
Yoon Se-ri ist selbstständige Geschäftsführerin der Beautyfirma „Seris Choice“ und Erbin eines großen südkoreanischen Familienkonzerns (Jaebeol). Als sie eines Tages beim Paragliding in einen starken Sturm gerät, findet sie sich nach der Bruchlandung in der demilitarisierten Zone in Nordkorea wieder. Dort trifft sie Ri Jeong-hyeok, einen nordkoreanischen Offizier, der sie versteckt und versucht, ihr die Flucht zurück nach Südkorea zu ermöglichen. Das wird erschwert durch die Tatsache, dass die Grenze zwischen beiden Ländern so gut wie unüberwindbar ist. Da die beiden immer mehr Zeit miteinander verbringen, verlieben sie sich. So bringen sie auch die Menschen in Gefahr, die ihnen nahestehen.

### 2. Akt
Nachdem Yoon Se-ri erfolgreich nach Südkorea zurückgekehrt ist, flieht auch der im Norden als Mörder verurteilte Cho Cheol-gang in den Süden. Um seine Freundin zu beschützen, wagt Ri Jeong-hyeok einen illegalen Grenzübertritt und sucht sie in Seoul auf. Dies führt einerseits zu einer Festigung der Beziehung, andererseits zu diplomatischen Verwicklungen zwischen den Teilstaaten. Nachdem Cho Cheol-gang ausgeschaltet ist, kehrt Ri Jeong-hyeok in den Norden zurück. In einem Epilog wird deutlich, dass sich die beiden künftig legal in der Schweiz treffen können.

## Besetzung und Synchronisation
Die deutschsprachige Synchronisation entstand 2022 nach den Dialogbüchern von Claudia Kahnmeyer, Ulrike Lau, Peer Pfeiffer sowie unter der Dialogregie von Debora Weigert und Ariane Seeger durch die Synchronfirma Iyuno-SDI Group Germany in Berlin.

### Hauptdarsteller
| Rolle                       | Schauspieler   | Synchronsprecher  |
| --------------------------- | -------------- | ----------------- |
| Yoon Se-ri                  | Son Ye-jin     | Giuliana Jakobeit |
| Ri Jeong-hyeok              | Hyun Bin       | Florian Clyde     |
| Ri Jeong-hyeok (Jugendlich) | Kim Seung-chan | Till Flechtner    |
| Seo Dan                     | Seo Ji-hye     | Berenice Weichert |
| Gu Seung-jun / Alberto Gu   | Kim Jung-hyun  | Johannes Raspe    |

### Nebendarsteller
| Rolle             | Schauspieler     | Synchronsprecher   |
| ----------------- | ---------------- | ------------------ |
| Pyo Chi-su        | Yang Kyung-won   | Fabian Oscar Wien  |
| Do Hye-ji         | Hwang Wooseulhye | Laura Landauer     |
| Hong Chang-sik    | Ko Kyu-pil       | Karlo Hackenberger |
| Yoon Se-jun       | Choi Dae-hoon    | Peter Lontzek      |
| Park Kwang-beom   | Lee Shin-young   | Oscar Räuker       |
| Cho Cheol-gang    | Oh Man-seok      | Armin Schlagwein   |
| Han Jeong-yeon    | Pang Eun-jin     | Silvia Mißbach     |
| Yoon Jeung-pyeong | Nam Kyung-eup    | Erich Räuker       |
| Yoon Se-hyeong    | Park Hyoung-soo  | Tim Knauer         |
| Go Sang-ah        | Yoon Ji-min      | Mareile Moeller    |
| Geum Eun-dong     | Tang Jun-sang    | Tom Ferenc         |
| Manger Oh         | Yoon Sang-hoon   | Peter Flechtner    |
| Na Wol-suk        | Kim Sun-young    | Cathlen Gawlich    |
| Kim Ju-meok       | Yoo Su-bin       | Tim Schwarzmaier   |
| Ma Young-ae       | Kim Jung-nan     | Christin Marquitan |
| Hyun Myeong-sun   | Jang So-yeon     | Nina Witt          |
| Yang Ok-geum      | Cha Chung-hwa    | Melanie Hinze      |
| Jeong U-pil       | Oh Han-kyul      | Nikita Steinert    |
| Jin-ju            | Jang Eun-seo     | Nina Schatton      |
| Ho-yeong          | Park Seung-joon  | Thoralf Theusner   |
| Ko Myeong-seok    | Park Myung-hoon  | Robert Glatzeder   |
| Director Choi     | Jeon Jin-woo     | Patrick Giese      |
| Cheon Su-bok      | Hong Woo-jin     | Michael Ernst      |
| Park Su-chan      | Im Chul-soo      | Rainer Fritzsche   |
| Senior Colonel    | Kim Young-pil    | Thomas Schmuckert  |
| Geum-soon         | Lim Sung-mi      | Susanne Geier      |
| Jung Man-bok      | Kim Young-min    | Nils Nelleßen      |
| Ri Mu-hyeok       | Ha Seok-jin      | Gerrit Hamann      |
| Ko Myeong-eun     | Jang Hye-jin     | Maud Ackermann     |
| Kim Yun-hui       | Jung Ae-ri       | Arianne Borbach    |
| Ri Chung-ryeol    | Jeon Gook-hwan   | Axel Lutter        |
| Cha Sang-u        | Jung Kyung-ho    | Nico Nothnagel     |
| Park Eun-byeol    | Kang Young-eun   | Reza Chamlali      |
| Manager Kim       | Yoo Jung-ho      | Steven Merting     |

### Episodendarsteller
| Rolle            | Schauspieler   | Synchronsprecher  |
| ---------------- | -------------- | ----------------- |
| Hwang Yeong-beom | Baek Sung-chul | Christopher Groß  |
| Hwang Tae-yong   | Choi Moo-in    | René Hofschneider |
| Min-ji           | Lee Do-hye     | Doreaux Zwetkow   |
| Bang Dong-goo    | Kim Soo-hyun   | Vincent Borko     |
| Dr. Im           | Kim Jong-ho    | Pero Radicic      |
| Choi Ji-woo      | Choi Ji-woo    | Antje von der Ahe |

## Einschaltquoten
| Folge        | Ausstrahlungsdatum | Einschaltquote        | Einschaltquote |
| Folge        | Ausstrahlungsdatum | AGB Nielsen           | AGB Nielsen    |
| Folge        | Ausstrahlungsdatum | Landesweit (Südkorea) | Seoul          |
| ------------ | ------------------ | --------------------- | -------------- |
| 1            | 14. Dezember 2019  | 6,074 %               | 6,558 %        |
| 2            | 15. Dezember 2019  | 6,845 %               | 7,841 %        |
| 3            | 21. Dezember 2019  | 7,414 %               | 7,689 %        |
| 4            | 22. Dezember 2019  | 8,499 %               | 9,409 %        |
| 5            | 28. Dezember 2019  | 8,730 %               | 9,794 %        |
| 6            | 29. Dezember 2019  | 9,223 %               | 9,535 %        |
| 7            | 11. Januar 2020    | 9,394 %               | 9,738 %        |
| 8            | 12. Januar 2020    | 11,349 %              | 12,031 %       |
| 9            | 18. Januar 2020    | 11,516 %              | 12,355 %       |
| 10           | 19. Januar 2020    | 14,633 %              | 15,903 %       |
| 11           | 1. Februar 2020    | 14,238 %              | 14,648 %       |
| 12           | 2. Februar 2020    | 15,933 %              | 16,413 %       |
| 13           | 8. Februar 2020    | 14,097 %              | 14,620 %       |
| 14           | 9. Februar 2020    | 17,705 %              | 18,612 %       |
| 15           | 15. Februar 2020   | 17,066 %              | 17,406 %       |
| 16           | 16. Februar 2020   | 21,683 %              | 23,249 %       |
| Durchschnitt | Durchschnitt       | 12.150%               | 12.863%        |

## Episodenliste
| Nr. | Deutscher Titel | Originaltitel | Erstausstrahlung (Südkorea) | Deutschsprachige Erstveröffentlichung (D/A/CH) |
| --- | --------------- | ------------- | --------------------------- | ---------------------------------------------- |
| 1   | Folge 1         | 1화           | 14. Dez. 2019               | 23. Feb. 2020                                  |
| 2   | Folge 2         | 2화           | 15. Dez. 2019               | 23. Feb. 2020                                  |
| 3   | Folge 3         | 3화           | 21. Dez. 2019               | 23. Feb. 2020                                  |
| 4   | Folge 4         | 4화           | 22. Dez. 2019               | 23. Feb. 2020                                  |
| 5   | Folge 5         | 5화           | 28. Dez. 2019               | 23. Feb. 2020                                  |
| 6   | Folge 6         | 6화           | 29. Dez. 2019               | 23. Feb. 2020                                  |
| 7   | Folge 7         | 7화           | 11. Jan. 2020               | 23. Feb. 2020                                  |
| 8   | Folge 8         | 8화           | 12. Jan. 2020               | 23. Feb. 2020                                  |
| 9   | Folge 9         | 9화           | 18. Jan. 2020               | 23. Feb. 2020                                  |
| 10  | Folge 10        | 10화          | 19. Jan. 2020               | 23. Feb. 2020                                  |
| 11  | Folge 11        | 11화          | 1. Feb. 2020                | 23. Feb. 2020                                  |
| 12  | Folge 12        | 12화          | 2. Feb. 2020                | 23. Feb. 2020                                  |
| 13  | Folge 13        | 13화          | 8. Feb. 2020                | 23. Feb. 2020                                  |
| 14  | Folge 14        | 14화          | 9. Feb. 2020                | 23. Feb. 2020                                  |
| 15  | Folge 15        | 15화          | 15. Feb. 2020               | 23. Feb. 2020                                  |
| 16  | Folge 16        | 16화          | 16. Feb. 2020               | 23. Feb. 2020                                  |

## Auszeichnungen
| Jahr | Auszeichnung                            | Kategorie                                     | Für                            | Resultat  | Ref.   |
| ---- | --------------------------------------- | --------------------------------------------- | ------------------------------ | --------- | ------ |
| 2020 | 56th Baeksang Arts Awards               | Best Drama                                    | Crash Landing on You           | Nominiert | [ 6 ]  |
| 2020 | 56th Baeksang Arts Awards               | Best Director                                 | Lee Jung-hyo                   | Nominiert | [ 6 ]  |
| 2020 | 56th Baeksang Arts Awards               | Best Actor                                    | Hyun Bin                       | Nominiert | [ 6 ]  |
| 2020 | 56th Baeksang Arts Awards               | Best Actress                                  | Son Yejin                      | Nominiert | [ 6 ]  |
| 2020 | 56th Baeksang Arts Awards               | Best Supporting Actor                         | Yang Kyung-won                 | Nominiert | [ 6 ]  |
| 2020 | 56th Baeksang Arts Awards               | Best Supporting Actress                       | Kim Sun-young                  | Gewonnen  | [ 6 ]  |
| 2020 | 56th Baeksang Arts Awards               | Best Supporting Actress                       | Seo Ji-hye                     | Nominiert | [ 6 ]  |
| 2020 | 56th Baeksang Arts Awards               | Best Screenplay                               | Park Ji-eun                    | Nominiert | [ 6 ]  |
| 2020 | 56th Baeksang Arts Awards               | Popularity Award                              | Hyun Bin                       | Gewonnen  | [ 6 ]  |
| 2020 | 56th Baeksang Arts Awards               | Popularity Award                              | Son Yejin                      | Gewonnen  | [ 6 ]  |
| 2020 | 56th Baeksang Arts Awards               | Bazaar Icon Award                             | Seo Ji-hye                     | Gewonnen  | [ 6 ]  |
| 2020 | 15th Seoul International Drama Awards   | Best Mini-series                              | Crash Landing on You           | Nominiert | [ 7 ]  |
| 2020 | 15th Seoul International Drama Awards   | Outstanding Korean Drama                      | Crash Landing on You           | Gewonnen  | [ 7 ]  |
| 2020 | 15th Seoul International Drama Awards   | Outstanding Korean Actress                    | Son Yejin                      | Gewonnen  | [ 7 ]  |
| 2020 | Asian Academy Creative Awards           | Best Drama Series (Korea)                     | Crash Landing on You           | Gewonnen  | [ 8 ]  |
| 2020 | Asian Academy Creative Awards           | Best Drama Series (Grand Final)               | Crash Landing on You           | Gewonnen  | [ 8 ]  |
| 2020 | Asia Contents Awards                    | Best Asian Drama                              | Crash Landing on You           | Nominiert | [ 9 ]  |
| 2020 | Asia Contents Awards                    | Best Creative                                 | Crash Landing on You           | Nominiert | [ 9 ]  |
| 2020 | Asia Contents Awards                    | Best Writer                                   | Park Ji-eun                    | Nominiert | [ 9 ]  |
| 2020 | Korea Cable TV Broadcasting Association | Global Award (VOD Category)                   | Crash Landing on You           | Gewonnen  | [ 10 ] |
| 2020 | Tokyo Drama Award 2020                  | Overseas Drama Special Award                  | Crash Landing on You           | Gewonnen  | [ 11 ] |
| 2020 | 2020 Mnet Asian Music Awards            | Best OST                                      | „Here I Am Again“ (Baek Yerin) | Nominiert | [ 13 ] |
| 2020 | 3rd Annual Global TV Demand Awards      | Most In-Demand Korean Drama Series            | Crash Landing on You           | Gewonnen  | [ 14 ] |
| 2020 | 7th APAN Star Awards                    | Grand Prize (Daesang)                         | Hyun Bin                       | Gewonnen  | [ 15 ] |
| 2020 | 7th APAN Star Awards                    | Drama of the Year                             | Crash Landing on You           | Nominiert | [ 15 ] |
| 2020 | 7th APAN Star Awards                    | Top Excellence Award, Actress in a Miniseries | Son Yejin                      | Nominiert | [ 15 ] |
| 2020 | 7th APAN Star Awards                    | Excellence Award, Actress in a Miniseries     | Seo Ji-hye                     | Nominiert | [ 15 ] |
| 2020 | 7th APAN Star Awards                    | Best Supporting Actor                         | Kim Jung-hyun                  | Nominiert | [ 15 ] |
| 2020 | 7th APAN Star Awards                    | Best Supporting Actor                         | Yang Kyung-won                 | Nominiert | [ 15 ] |
| 2020 | 7th APAN Star Awards                    | Best Supporting Actor                         | Kim Young-min                  | Gewonnen  | [ 15 ] |
| 2020 | 7th APAN Star Awards                    | Best Supporting Actress                       | Kim Sun-young                  | Gewonnen  | [ 15 ] |
| 2020 | 7th APAN Star Awards                    | KT Seezn Star Award                           | Son Yejin                      | Gewonnen  | [ 15 ] |
| 2021 | 30th Seoul Music Awards                 | OST Award                                     | „Here I Am Again“ (Baek Yerin) | Nominiert | [ 16 ] |
| 2021 | 30th Seoul Music Awards                 | OST Award                                     | „Give You My Heart“ (IU)       | Nominiert | [ 16 ] |